# Sopas mallorquinas

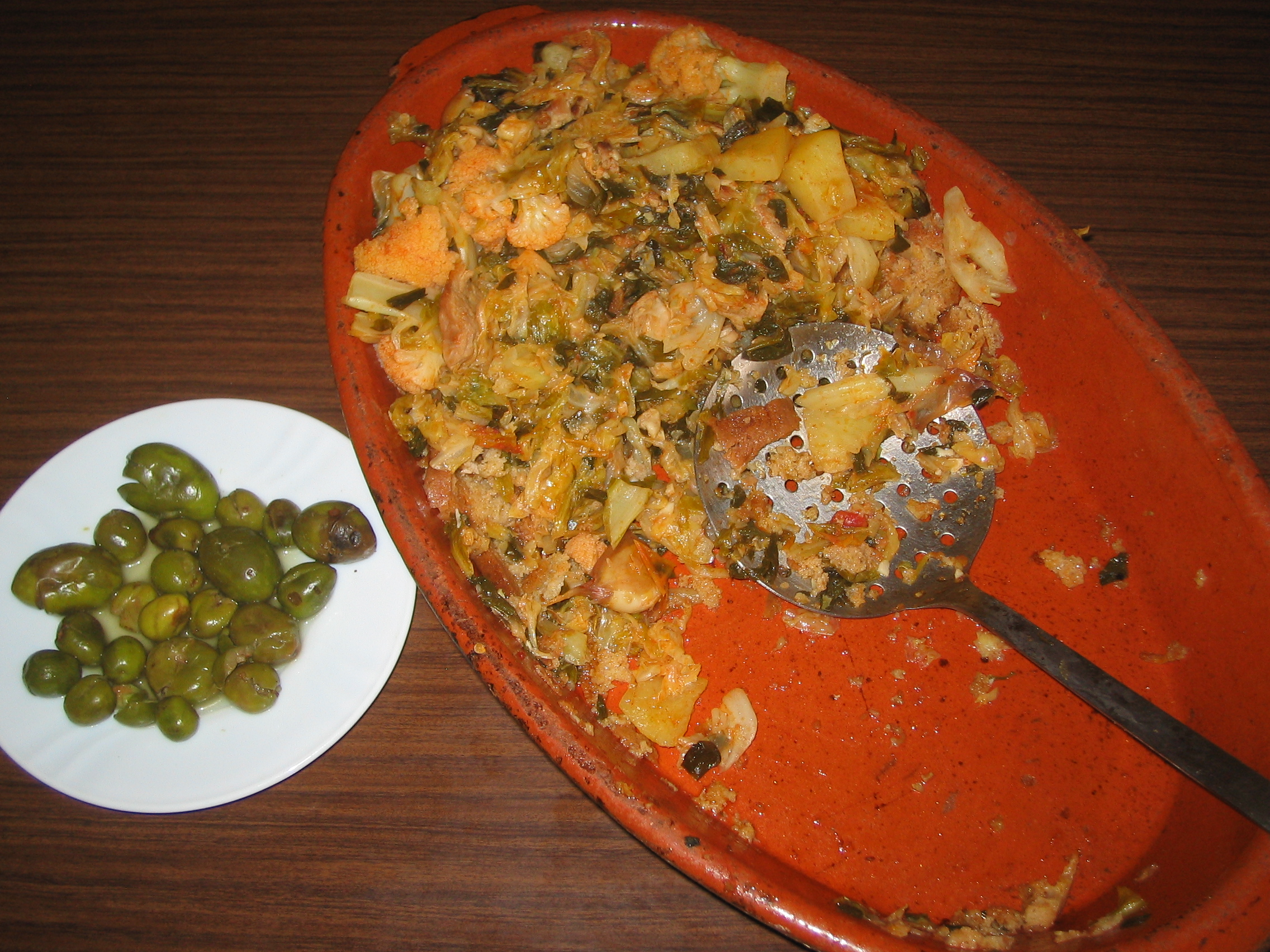
Plato de sopas mallorquinas.

Las sopas mallorquinas o sopas secas son un plato típico de Mallorca hecho con caldo de verdura y rebanadas finas de pan moreno seco. En un plato que puede comerse con tenedor, ya que casi no contiene líquido: el caldo debe ser absorbido por las rebanadas de pan.
Suelen presentarse acompañadas de aceitunas o de hinojo marino en vinagre. 
Las sopas mallorquinas son una de las variantes de las sopas escaldadas con caldo, un plato típico de otras zonas del Mediterráneo como Cataluña, la Provenza o Italia.